# Blood: The Last Vampire
Blood: The Last Vampire – anime z 2000 roku produkcji japońskiej grupy I.G. Film został stworzony na podstawie gry i jest mieszaniną efektów 2 oraz 3D. Nakręcono także serial anime Blood+, który jest kontynuacją filmu.

## Fabuła
Akcja anime dzieje się w amerykańskiej bazie wojskowej na Okinawie w latach 60. lub 70. (nie jest to określone). Opowiada historię młodej dziewczyny (wampirzycy), która walczy z krwiożerczymi potworami mordującymi pracowników cywilnych w jednostce.

## Remake
W 2009 roku powstał remake typu live-action w koprodukcji Francusko-Hongkońskiej pt. Krew: Ostatni wampir. Główne role odgrywają w nim Gianna (Saya), Allison Miller (Alice Mckee), JJ Feild (Luke), Koyuki (Onigen) oraz Liam Cunningham (Michael).